# Itapoã (1827)
La Goleta Itapoã fue un navío al servicio de la Armada del Imperio del Brasil durante la guerra con la República Argentina.

## Historia
Al mando del Tte. Germano Máximo de Souza Aranha fue asignada a la Tercera División que comandada por Jacinto Roque de Sena Pereira debía operar sobre el Río Uruguay.
En la Batalla de Juncal librada los días 8 y 9 de febrero de 1827 la escuadra argentina al mando de Guillermo Brown destruyó a la Tercera División imperial.

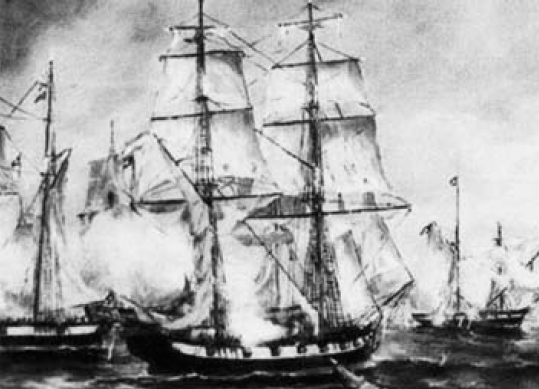
Batalla de Juncal.

De la Tercera División sólo quedaron en operación huyendo al norte aguas arriba del Uruguay al mando del mismo Souza Aranha, las goletas Itapoã, Liberdade do Sul, 7 de Março, 9 de Janeiro y 7 de septiembre, las cañoneras Cananéia y Paranaguá, un lanchón de 12 remos y dos lanchas más pequeñas. 
En la retirada, las Liberdade do Sul, Itapoã y 7 de Março, dañadas por el combate, fueron encalladas en un paraje llamado San Salvador e incendiadas. 
El resto de los buques fue capturado en Gualeguaychú, Provincia de Entre Ríos.